# Csatád község
Csatád község (románul: Comuna Lenauheim) község Temes megyében, Romániában. Központja Csatád, beosztott falvai Bogáros, Garabos.

## Népessége
A 2011-es népszámlálás adatai alapján a község népessége 5109 fő volt.